# شیجینگ، فوجیان
شیجینگ، فوجیان (به لاتین: Shijing) یک شهرک در جمهوری خلق چین است که در نانان واقع شده‌است.